# Símbolos nacionales de Escocia
Escocia está representada por un conjunto de símbolos nacionales reconocibles, algunos de ellos oficiales (la bandera de Escocia, el Estandarte Real de Escocia, etc.) y otros oficiosos (el Himno de Escocia, el tartán, la Declaración de Arbroath...)

## Banderas

### La bandera de Escocia

Bandera oficial de Escocia.

La Bandera de Escocia, también conocida como Saltire o Cruz de San Andrés, está compuesta por un aspa blanca sobre fondo azul. El aspa blanca es el símbolo de San Andrés el Apóstol, patrono de Escocia. Según la leyenda, en el 832 el rey Angus II de los Pictos dirigió a los escotos en su batalla contra los anglos, comandados por Aethelstan de East Anglia, cerca del actual municipio de Athelstaneford, en East Lothian. El rey Angus y sus hombres se vieron rodeados, y rezaron por sus vidas. Durante la noche, San Andrés se apareció al rey y le prometió la victoria. Por la mañana, ambos ejércitos vieron aparecer sobre el cielo azul una cruz blanca, representando la cruz sobre la que había sido martirizado San Andrés. Esta aparición dio coraje a los escoceses, mientras que los anglos se desmoralizaron y perdieron el combate. 
El color del fondo de la bandera era variable, desde el azul cielo hasta el azul marino, dependiendo, al parecer, del tipo de tinte disponible en cada zona y época. Cuando fue incorporada a la bandera del Reino Unido, se empleó el azul marino como color de fondo. Sin embargo, en 2003, una comisión del Parlamento de Escocia estableció que el color oficial del fondo de la bandera es el Pantone 300 (es decir, 0, 114, 198 en el modelo de color RGB o #0072C6 en códigos de colores HTML), un color algo más claro que el Pantone 280 de la bandera de Reino Unido.
Las dimensiones de la bandera no están oficialmente establecidas, aunque suelen ser 4:5, 3:5 o 2:3. Las barras cruzadas deben tener una anchura de 1/5 (o sea, un 20%) de la altura de la bandera.

### El Estandarte Real de Escocia

Estandarte Real de Escocia.

El Estandarte Real de Escocia es la bandera empleada históricamente por el Rey de Escocia. Era la bandera de escudo de armas del Reino de Escocia. El estandarte está formado por un "león rampante" de gules, linguado y uñado de azur, sobre un fondo amarillo o dorado, y rodeado de una doble orla decorada de flores de lis de gules. Se cree que el león fue adoptado como símbolo a comienzos del siglo XII por Guillermo I de Escocia, (conocido como "Guillermo el León"), pero no existen evidencias de su uso hasta 1222, fecha en la que apareció en el sello de su hijo, Alejandro II de Escocia.
Tras la unión de las coronas de Inglaterra y Escocia en 1603, el estandarte fue incorporado al Estandarte del Monarca Británico: el león rampante aparece en el primer y cuarto cuadrante en la versión que se emplea en Escocia, mientras que sólo aparece en el segundo en las versiones empleadas fuera de ella.
En la actualidad esta bandera se emplea oficialmente en las residencias Reales de Holyrood Palace y del Castillo de Balmoral cuando Carlos III del Reino Unido no está presente. La bandera también se emplea para representar a la Corona, incluidos el primer ministro de Escocia, los Lord Lieutenants, el Alto Comisionado de la Asamblea General de la Iglesia de Escocia o el Lord Lyon King of Arms.

### Escudo de armas de Escocia

Antiguo Escudo de armas de Escocia, empleado hasta 1603.

El Escudo de armas de Escocia era el escudo empleado por la Corona de Escocia con anterioridad a la unión de Inglaterra y Escocia en 1603 durante el reinado de Jaime I de Inglaterra y VI de Escocia. Las armas escocesas tienen un precedente documentado ya en el siglo XII, durante el reinado de Guillermo I de Escocia. 
En dicho escudo de armas, el blasón con el león rampante aparecía rodeado por el collar de la Orden escocesa del Cardo y flanqueado por dos figuras (tenantes o soportes) con forma de unicornio rampante de plata con crines en oro que también quedó incorporado en el escudo de armas de los monarcas británicos. El escudo aparecía timbrado con la corona real escocesa y sobre ella se situaba su cimera, un león coronado de gules que sostiene una espada y un cetro. Al pie, también fuera del escudo, se colocaba una cinta con el lema escocés: Nemo me impune lacessit ("Nadie me ofende impunemente"). 
Algunos de estos elementos aparecen en el escudo de armas que los monarcas británicos usan cuando están en Escocia.

## Himno
Oficialmente, no hay un himno nacional de Escocia que sustituya al God Save the King, tradicionalmente empleado para representar al Reino Unido. Existen varias candidatas, algunas de las cuales se emplean ya frecuentemente como himnos en eventos políticos o deportivos.
Las dos candidatas más populares para ser empleadas como himno de Escocia son Flower of Scotland y Scotland the Brave, aunque también hay otras como Scots Wha Hae, A Man's a Man for a' that, Freedom Come-All-Ye, Both sides the Tweed, Caledonia , I'm Gonna Be (500 Miles) o Highland Cathedral.
Cada una de estas canciones tiene por ahora usos distintos. Por ejemplo, Scotland the Brave se emplea actualmente para representar a Escocia en los Juegos de la Commonwealth, mientras que Flower of Scotland suena antes de los partidos de las selecciones de rugby y fútbol. A Man's a Man for a' that, por su parte, fue interpretada por Sheena Wellington en el acto de apertura del nuevo Parlamento de Escocia, aunque no con intención de servir como himno nacional.

## Lema

El cardo, símbolo floral de Escocia.

El lema de Escocia es Nemo me impune lacessit, que significa "Nadie me ofende impunemente". En la actualidad es el lema del monarca del Reino Unido cuando se encuentra en Escocia, y aparece también en el escudo de armas del Reino Unido cuando se emplea en Escocia. Una traducción más coloquial al idioma escocés es "Wha daur meddle wi me?", que podría traducirse como "¿Quién se atreve a meterse conmigo?".
De acuerdo con la leyenda, el lema se refería inicialmente a la flor del cardo, otro símbolo de Escocia: durante un ataque sorpresa de los daneses, uno de los invasores pisó un cardo y emitió un grito de dolor, alertando así a los defensores de su presencia. Posteriormente, el lema se expandió a toda Escocia y a los regimientos militares escoceses, que adoptaron también el cardo como emblema.

## Honores de Escocia
Los Honores de Escocia, también conocidos como "Joyas de la Corona Escocesa", están compuestos por la corona, el cetro y la espada estatal de Escocia. Datan de los siglos XV y XVI, lo que las convierte en las más antiguas de las joyas reales británicas, y las segundas más antiguas de Europa. El conjunto de joyas actualmente conservado fue empleado en la coronación de los reyes escoceses entre 1543 (María I de Escocia) y 1651 (Carlos II de Inglaterra). 
Tras la unión de las coronas de Inglaterra y Escocia por el Acta de Unión de 1707, las joyas fueron guardadas bajo llave en el Castillo de Edimburgo, donde permanecieron casi olvidadas hasta que un grupo de investigadores, entre los que estaba Walter Scott, las redescubrieron en 1818 y las dieron a conocer al público al año siguiente. Desde ese momento, las joyas han permanecido expuestas en el Castillo de Edimburgo de forma permanente, salvo por el breve paréntesis que supuso la Segunda Guerra Mundial, durante la cual fueron escondidas por temor a que fueran dañadas, robadas o extraviadas.

## Piedra del Destino
La Piedra de Scone o Piedra del Destino es la roca empleada tradicionalmente en las ceremonias de coronación de los reyes escoceses durante la Edad Media. Según la leyenda, se trata de la misma piedra en la que apoyó su cabeza Jacob mientras soñaba el sueño profético de la Escalera de Jacob. Históricamente, es probable que se trata de una piedra sagrada empleada en las coronaciones de los Dalriadas.
Durante la Edad Media, la piedra descansó en la Abadía de Scone (cerca del actual Perth), hasta que en 1296 fue trasladada a la Abadía de Westminster, en Londres, por orden de Eduardo I de Inglaterra, donde fue instalada en una silla especial destinada a servir de trono durante las ceremonias de coronación de los Reyes de Inglaterra. Después de ser robada, recuperada y devuelta a Westminster en 1950, la Piedra fue trasladada definitivamente a Escocia en 1996 durante el proceso de devolución de poderes a Escocia. Desde entonces está expuesta en el Castillo de Edimburgo, junto con las Joyas de la Corona Escocesa, y sólo se trasladará a Westminster de nuevo para ser empleada en futuras coronaciones.

## Otros símbolos de Escocia
- William Wallace, Braveheart (1272-1305), está considerado como el héroe nacional por su liderazgo en las Guerras de independencia de Escocia
- Robert Burns (1759-1796) es el poeta nacional de Escocia. Compuso poemas y canciones en escocés y en inglés de Escocia, muchas de las cuales aún se recitan y cantan en la actualidad. En su honor se celebra la Noche de Burns (el 25 de enero, o cualquier otra noche del año), en la cual el haggis es el principal protagonista.
- La Declaración de Arbroath (1320) está considerada como la primera declaración de independencia de Escocia.
- El cardo es la flor nacional.
- El tartán es el tejido tradicionalmente empleado en las kilt, las mal llamadas "faldas escocesas". Cada diseño del tartán está relacionado con un clan escocés distinto.
- El día de la fiesta nacional es el 30 de noviembre, día de San Andrés, patrón de Escocia, que desde 2007 es una fiesta oficial o bank holiday.